# Bozas
Bozas est une commune française, située dans le département de l'Ardèche en région Auvergne-Rhône-Alpes.

## Géographie

### Situation et description
Bozas est situé à 9,9 kilomètres de Lamastre et à 3,8 kilomètres de Saint-Félicien. Elle est limitrophe d'Arlebosc, de Colombier-le-Vieux et de Saint-Victor.

### Climat
Pour des articles plus généraux, voir Climat d'Auvergne-Rhône-Alpes et Climat de l'Ardèche.
En 2010, le climat de la commune est de type climat méditerranéen altéré, selon une étude du CNRS s'appuyant sur une série de données couvrant la période 1971-2000. En 2020, Météo-France publie une typologie des climats de la France métropolitaine dans laquelle la commune est dans une zone de transition entre le climat de montagne et le climat méditerranéen et est dans une zone de transition entre les régions climatiques « Moyenne vallée du Rhône » et « Sud-est du Massif Central ».
Pour la période 1971-2000, la température annuelle moyenne est de 10,8 °C, avec une amplitude thermique annuelle de 17,2 °C. Le cumul annuel moyen de précipitations est de 1 005 mm, avec 8 jours de précipitations en janvier et 5,7 jours en juillet. Pour la période 1991-2020, la température moyenne annuelle observée sur la station météorologique de Météo-France la plus proche, « Colombier Vieux Sa », sur la commune de Colombier-le-Vieux à 4 km à vol d'oiseau, est de 12,0 °C et le cumul annuel moyen de précipitations est de 901,8 mm,. Pour l'avenir, les paramètres climatiques de la commune estimés pour 2050 selon différents scénarios d'émission de gaz à effet de serre sont consultables sur un site dédié publié par Météo-France en novembre 2022.

### Hydrographie
Le territoire communal est bordé par la rivière La Daronne, un affluent du Doux.

## Urbanisme

### Typologie
Au 1er janvier 2024, Bozas est catégorisée commune rurale à habitat très dispersé, selon la nouvelle grille communale de densité à 7 niveaux définie par l'Insee en 2022.
Elle est située hors unité urbaine et hors attraction des villes,.

### Occupation des sols
L'occupation des sols de la commune, telle qu'elle ressort de la base de données européenne d’occupation biophysique des sols Corine Land Cover (CLC), est marquée par l'importance des territoires agricoles (63,5 % en 2018), une proportion sensiblement équivalente à celle de 1990 (64,3 %). La répartition détaillée en 2018 est la suivante : 
zones agricoles hétérogènes (55 %), forêts (35,7 %), prairies (8,5 %), milieux à végétation arbustive et/ou herbacée (0,8 %).
L'évolution de l’occupation des sols de la commune et de ses infrastructures peut être observée sur les différentes représentations cartographiques du territoire : la carte de Cassini (XVIIIe siècle), la carte d'état-major (1820-1866) et les cartes ou photos aériennes de l'IGN pour la période actuelle (1950 à aujourd'hui).

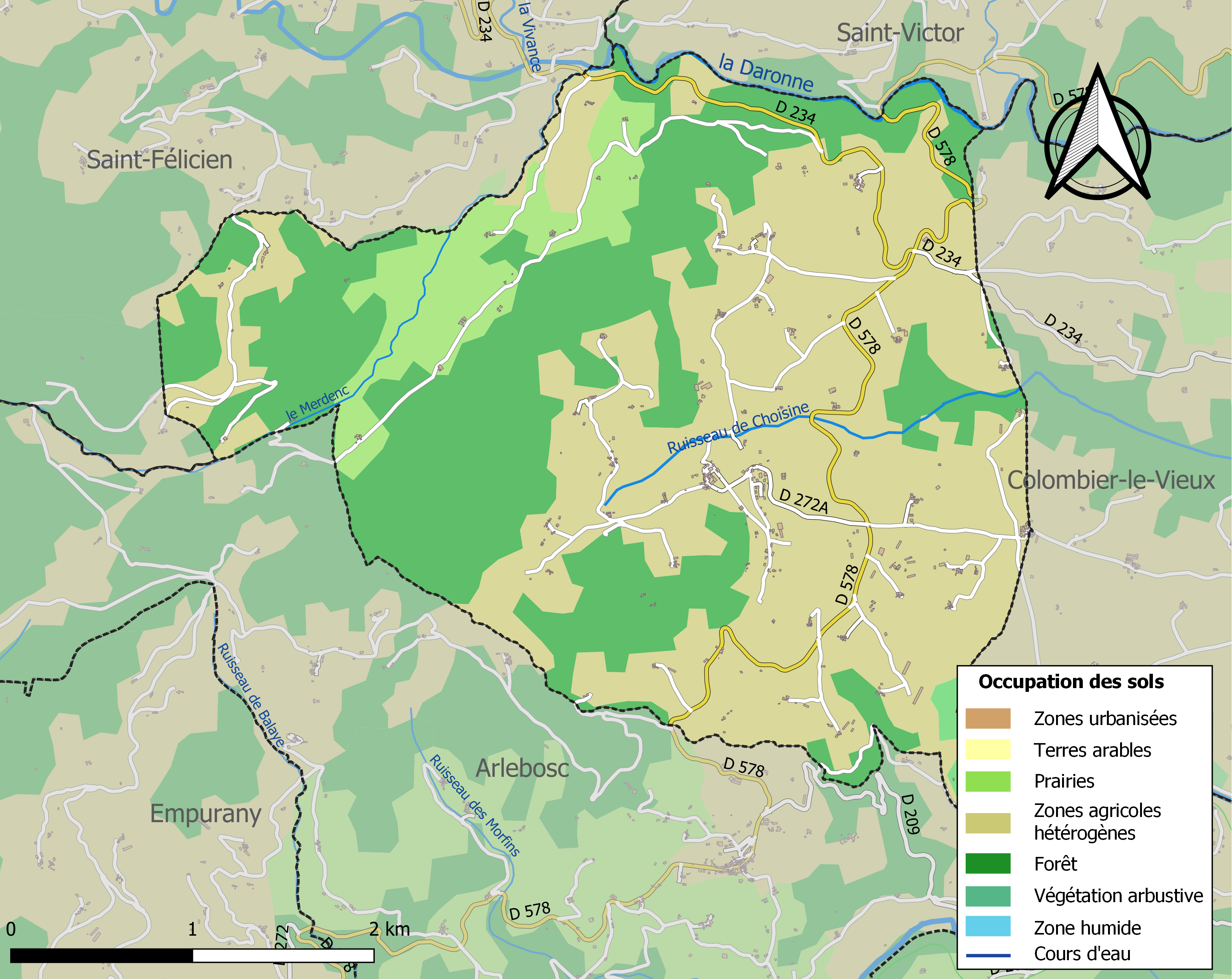
Carte des infrastructures et de l'occupation des sols de la commune en 2018 (CLC).

## Toponymie
Bozas (ou Bosas), Bousas en nord occitan).[réf. nécessaire]Le nom peut venir de l'occitan « bosa », forme ronde ou bouse, ou de « bosc », bois ou lieu boisé, ou de possesseurs du lieu nommés Boson. L'un d'eux a donné en 912 à l'église du Puy la « villa » d'Arlebosc qui est limitrophe de Bozas.

## Histoire
Bozas est au XIIIe siècle un mandement, avec un château fortifié dont on peut encore voir les ruines dans le village actuel. Il appartient alors aux Boson de Bozas, famille vassale des Pagan de Mahun qui contrôlent aussi les mandements de Seray et de Mahun..
On ignore si ces Boson ont un lien avec le Boson de 912. La dernière de cette lignée est Élisabeth, dame de Bozas, mariée à Jaucerand de Lamastre, à qui elle apporte la seigneurie de Bozas. En 1276, avec l'accord de leur suzerain Aymon de Pagan, Elisabeth et Jaucerand ont placé Bozas sous la sauvegarde directe du roi Philippe le Hardi, en prêtant hommage à son baillif du Velay Guillaume de Malet (15 ans avant la création de la « ville » royale de Boucieu par un traité de paréage avec un seigneur voisin, Jarenton de Saint Romain).
Bozas, située dans les limites du diocèse de Vienne, est le siège d'un petit prieuré de l'ordre de Cluny, dépendant de celui de Tain-l'Hermitage. En 1285, Elisabeth et Jaucerand transigent avec le prieur de Bozas, Pierre de Laroche, au sujet de litiges relatifs à leurs possessions respectives dans le mandement de Bozas.

## Politique et administration

### Liste des maires
| Période                                  | Période  | Identité            | Étiquette | Qualité                                                               |
| ---------------------------------------- | -------- | ------------------- | --------- | --------------------------------------------------------------------- |
| Les données manquantes sont à compléter. |          |                     |           |                                                                       |
| avant 1995                               | 1995     | Claude Deriès       | DVD       |                                                                       |
| juin 1995                                | 2014     | Aimé Deloche        |           |                                                                       |
| 2014                                     | Mai 2020 | Françoise Alexandre | DVD       | Agricultrice                                                          |
| mai 2020                                 | En cours | Jean-Louis Wiart    | DVD       | Inspecteur général honoraire de la Préfecture de Police, Sous-Préfet. |

## Population et société

### Démographie
L'évolution du nombre d'habitants est connue à travers les recensements de la population effectués dans la commune depuis 1793. Pour les communes de moins de 10 000 habitants, une enquête de recensement portant sur toute la population est réalisée tous les cinq ans, les populations de référence des années intermédiaires étant quant à elles estimées par interpolation ou extrapolation. Pour la commune, le premier recensement exhaustif entrant dans le cadre du nouveau dispositif a été réalisé en 2005.

En 2022, la commune comptait 256 habitants, en évolution de +5,35 % par rapport à 2016 (Ardèche : +2,48 %, France hors Mayotte : +2,11 %).
| 1793 | 1800 | 1806 | 1821 | 1831 | 1836 | 1841 | 1846 | 1851 |
| ---- | ---- | ---- | ---- | ---- | ---- | ---- | ---- | ---- |
| 800  | 765  | 738  | 720  | 720  | 841  | 805  | 922  | 985  |

| 1856 | 1861 | 1866 | 1872 | 1876 | 1881 | 1886 | 1891 | 1896 |
| ---- | ---- | ---- | ---- | ---- | ---- | ---- | ---- | ---- |
| 959  | 916  | 939  | 855  | 860  | 861  | 845  | 888  | 838  |

| 1901 | 1906 | 1911 | 1921 | 1926 | 1931 | 1936 | 1946 | 1954 |
| ---- | ---- | ---- | ---- | ---- | ---- | ---- | ---- | ---- |
| 785  | 788  | 674  | 600  | 557  | 568  | 549  | 492  | 467  |

| 1962 | 1968 | 1975 | 1982 | 1990 | 1999 | 2005 | 2006 | 2010 |
| ---- | ---- | ---- | ---- | ---- | ---- | ---- | ---- | ---- |
| 433  | 380  | 302  | 281  | 233  | 244  | 238  | 244  | 246  |

| 2015 | 2020 | 2022 | - | - | - | - | - | - |
| ---- | ---- | ---- | - | - | - | - | - | - |
| 243  | 256  | 256  | - | - | - | - | - | - |

### Enseignement
La commune est rattachée à l'académie de Grenoble.

### Médias
La commune est située dans la zone de distribution de deux organes de la presse écrite :
- L'Hebdo de l'Ardèche

Il s'agit d'un journal hebdomadaire français basé à Valence et diffusé à Privas depuis 1999. Il couvre l'actualité de tout le département de l'Ardèche.
- Le Dauphiné libéré

Il s'agit d'un journal quotidien de la presse écrite française régionale distribué dans la plupart des départements de l'ancienne région Rhône-Alpes, notamment l'Ardèche. La commune est située dans la zone d'édition d'Annonay - Nord Ardèche.

### Cultes
La communauté catholique et l'église paroissiale de Bozas (propriété de la commune) sont rattachées à la paroisse Saint François Régis (Ay et Daronne), elle-même rattachée au diocèse de Viviers.

## Culture locale et patrimoine

### Lieux et monuments
L'église paroissiale Saints-Pierre-et-Paul  située au chef-lieu est un lieu de culte de la paroisse catholique Saint-François Régis (Ay-Daronne).

### Héraldique
|  | Bozas possède des armoiries dont l'origine et le blasonnement exact ne sont pas disponibles. |